# (107) Camil·la
(107) Camilla és un asteroide que pertany al cinturó exterior d'asteroides descobert el 17 de novembre de 1868 per Norman Robert Pogson des de l'observatori de Madràs, a l'Índia. Està nomenat per Camila, una personatge mitològica romana.

## Característiques orbitals
Camilla orbita a una distància mitjana del Sol de 3,487 ua, podent allunyar-se fins a 3,72 ua i apropar-se fins a 3,255 ua. Té una inclinació orbital de 10° i una excentricitat de 0,06664. Triga a completar una òrbita al voltant del Sol 2.379 dies.

## Satèl·lit
L'1 de març de 2001, en imatges preses amb el Hubble, es va descobrir que Camilla té un satèl·lit que ha rebut la denominació provisional de S/2001 (107) 1.